# Alan King
Alan King, właściwie Irwin Alan Kinberg (ur. 26 grudnia 1927 w Nowym Jorku, zm. 9 maja 2004 tamże) – amerykański aktor komediowy.
Syn imigrantów rosyjskich. Początkowo występował w klubach, od lat 50. także w telewizji; zaliczył ponad 90 występów w programie The Ed Sullivan Show, ponadto w programach Perry'ego Como i Garry'ego Moore'a.

## Wybrana filmografia
- Miracle in the Rain (1956)
- The Helen Morgan Story (1957)
- Operation Snafu (1961)
- Bye Bye Braverman (1968)
- The Anderson Tapes (1971)
- Just Tell Me What You Want (1980)
- Cat's Eye (1985)
- Memories of Me (1988)
- Wrogowie (1989)
- The Bonfire of the Vanities (1990)
- Night and the City (1992)
- Kasyno (1995)
- Godziny szczytu 2 (2001)

Był także producentem filmowym, teatralnym i telewizyjnym. Autor książek, m.in. Anyone Who Owns His Own Home Deserves One (1962) i Help! I'm a Prisoner in a Chinese Bakery (1964). W ostatnich latach życia zajmował się także działalnością filantropijną.